# Nyárádszentlászló
Nyárádszentlászló (románul Sânvăsii): falu Romániában Maros megyében.

## Fekvése
A falu Marosvásárhelytől 18 km-re délkeletre a Középső-Nyárádmentén a Nyárád jobb partján a Nyomát-patak torkolatánál fekszik, községközpontjával, Nyárádgálfalvával összeépülve.

## Története
1332-ben Sancto Ladislao néven említik először. A hagyomány szerint temploma helyén Szent László által alapított kolostor állt, innen a neve. 1968-ban beolvadt a vele összeépült Nyárádgálfalva településbe, mely községközpont lett. 2004 áprilisa óta újból önálló település, melyet helyi népszavazás útján vívott ki (2002. október 7.).

1910-ben 561 lakosa volt, mind magyarok. A trianoni békeszerződésig Maros-Torda vármegye Marosi felső járásához tartozott.
Ma a több mint háromszáz lelkes falu lakói zömmel reformátusok (156 fő) és unitáriusok, kisebb részben katolikusok.

## Látnivalók
- Unitárius temploma a 14. században épülhetett gótikus stílusban, valószínűleg a román stílusú templom átalakításával. Freskói 1497-ből valók, 1896-ban tárták fel őket. Tornya is az 1490-es években épült, alatta a Sigér család sírboltja, itt nyugszik Sigér Mátyás fejedelmi kincstárnok is.
- Református templomát 1999. október 1-jén szentelte fel Csiha Kálmán püspök. A régi vályogtemplom helyén épült.
- Ma is áll a Nagy család udvarháza.
- A Sigér-kastély már a 19. század elején is romos volt.